# خوسيه ألفيس دوس سانتوس جونيور
خوسيه ألفيس دوس سانتوس جونيور (29 يوليو 1969 في البرازيل – )؛ هو لاعب كرة قدم سابق كان يلعب كمدافع.

## وصلات خارجية
- خوسيه ألفيس دوس سانتوس جونيور على موقع رابطة كرة القدم اليابانية للمحترفين (اليابانية)
- خوسيه ألفيس دوس سانتوس جونيور على موقع قاعدة بيانات كرة القدم.إي يو (الإنجليزية)
- خوسيه ألفيس دوس سانتوس جونيور على موقع عالم كرة القدم.نت (الإنجليزية)